# 841 هـ
841 هـ هي سنة في التقويم الهجري امتدت مقابلةً في التقويم الميلادي بين سنتي 1437 و1438.

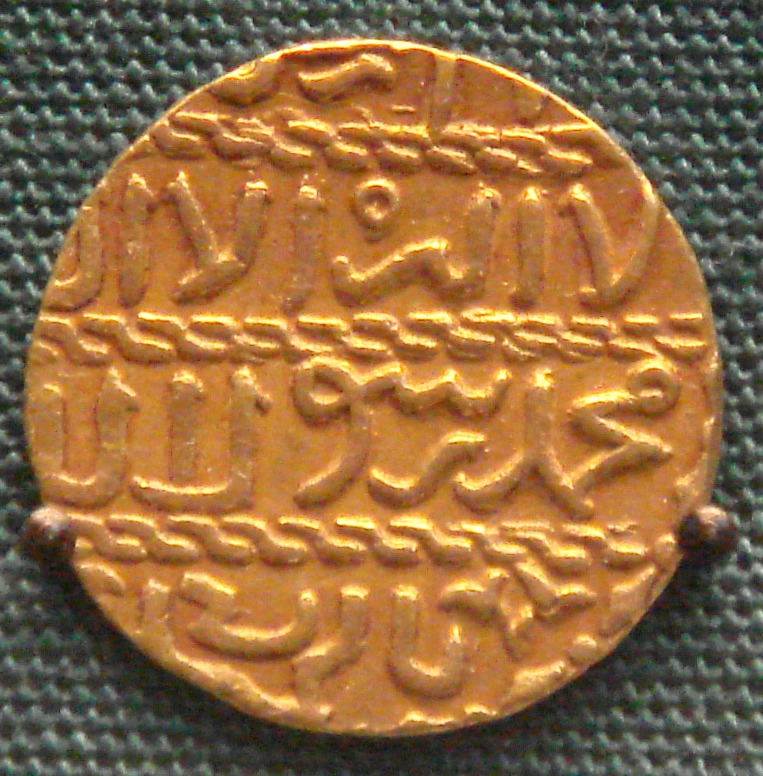
نقود ذهبية صُكت في عهد سيف الدين برسباي، ويُسمى بالذهب الأشرفي

## أحداث
- الانتهاء من بناء المدرسة المنتصرية خلال العهد الحفصي.

## مواليد
- ابن غازي المكناسي، فقيه ومؤرخ ولغوي ورياضياتي مغربي.
- سلطان علي المشهدي
- أبو البقاء الأحمدي

## وفيات
- الأشرف سيف الدين برسباي، سلطان في دولة المماليك.
- ابن فهد الحلي - أحد علماء الدين للشيعة الإثني عشرية.